# Kaba (Irtysch)
Die Kaba (chinesisch 哈巴河, auch Haba He) ist ein etwa 120 km langer rechter Nebenfluss des Irtysch (Ertix) im Kasachischen Autonomen Bezirk Ili im Uigurischen Autonomen Gebiet Xinjiang der Volksrepublik China.

## Flusslauf
Der Fluss entsteht am Zusammenfluss von Qaraqaba (rechts, „Schwarze Kaba“) und Aqqaba (links, „Weiße Kaba“) an der Grenze zwischen Kasachstan und der Volksrepublik China. Er wendet sich nach Südsüdost und durchfließt das Bergland im Kreis Kaba des Regierungsbezirks Altay. Er führt eine scharfe Kehre nach Westen aus. Später ändert er erneut seine Richtung nach Süden. An diesem Flussabschnitt befinden sich zwei Talsperren. Schließlich verlässt er das Gebirge. Er fließt 5 km westlich an der Stadt Akqi vorbei in südlicher Richtung und mündet rechtsseitig in den nach Westen strömenden Oberlauf des Irtysch. Unterhalb der Talsperre Yamaguchi wird ein Teil des Wassers über Bewässerungskanäle abgeleitet. Im Unterlauf spaltet sich der Fluss in mehrere Flussarme auf. Der Kaba mündet schließlich über zwei größere Flussarme, etwa einen Kilometer voneinander entfernt, in den Irtysch.

## Wasserkraftnutzung
Am Flusslauf befinden sich zwei Talsperren mit jeweils angeschlossenem Wasserkraftwerk.
Die Wasserkraftwerke in Abstromrichtung:
| Name       | Koord.- Link | Fertig- stellung | Leistung in MW | Dammhöhe in m | Stauraum in Mio. m³ |
| ---------- | ------------ | ---------------- | -------------- | ------------- | ------------------- |
| Jilebulake | ⊙            | 2014             | 160,0          | 146,3         | 232                 |
| Yamaguchi  | ⊙            | 1997             | 25,2           | 40,5          | 50                  |